# Kurier (Tageszeitung)
Der Kurier (Eigenschreibweise: KURIER) ist eine überregionale liberale bis bürgerlich-konservative österreichische Tageszeitung mit einer verkauften Auflage von etwa 100.000 Stück (2024).

## Geschichte

### Gründung und Anfangszeit
Im besetzten Nachkriegsösterreich bestimmten die Alliierten Österreichs Medienlandschaft. Der am 27. August 1945 erstmals erscheinende Wiener Kurier wurde von der US-amerikanischen Besatzungsmacht gegründet (siehe auch: Heeresgruppenpresse). Die Zeitung war ungewöhnlich bunt aufgemacht und gilt daher als erste Boulevardzeitung Österreichs. Sie erschien mit einer Startauflage von 153.200 Stück und konnte sich mit ihrem amerikanischen Chefredakteur, dem Presseoffizier Colonel Albert W. Reid, in der Anfangsphase etablieren. Der Zweck des Wiener Kuriers bestand damals unter anderem darin, amerikanische Propagandabotschaften zu transportieren. Zur Redaktion gehörte von 1946 bis 1953 die Journalistin Ingeborg Santner-Cyrus (* 1925), die spätere Lebensgefährtin von Adolf Holl.
Anfang 1946 war der Wiener Kurier mit einer durchschnittlichen Auflage von 300.000 Stück pro Tag die meistgelesene Zeitung des Landes. Am 1. Oktober desselben Jahres verbuchte die Zeitung die Rekordauflage von 445.000 Exemplaren, weil sie über Urteile der Nürnberger Prozesse berichtete. Als der Wiener Kurier am 26. September 1947 auf Grund mangelnder Papiervorräte nicht erscheinen konnte, teilten hunderte Leser telefonisch ihr Bedauern mit, darunter der Bundeskanzler, der Innenminister, der Handelsminister und Wiens Polizeipräsident.

### Krise

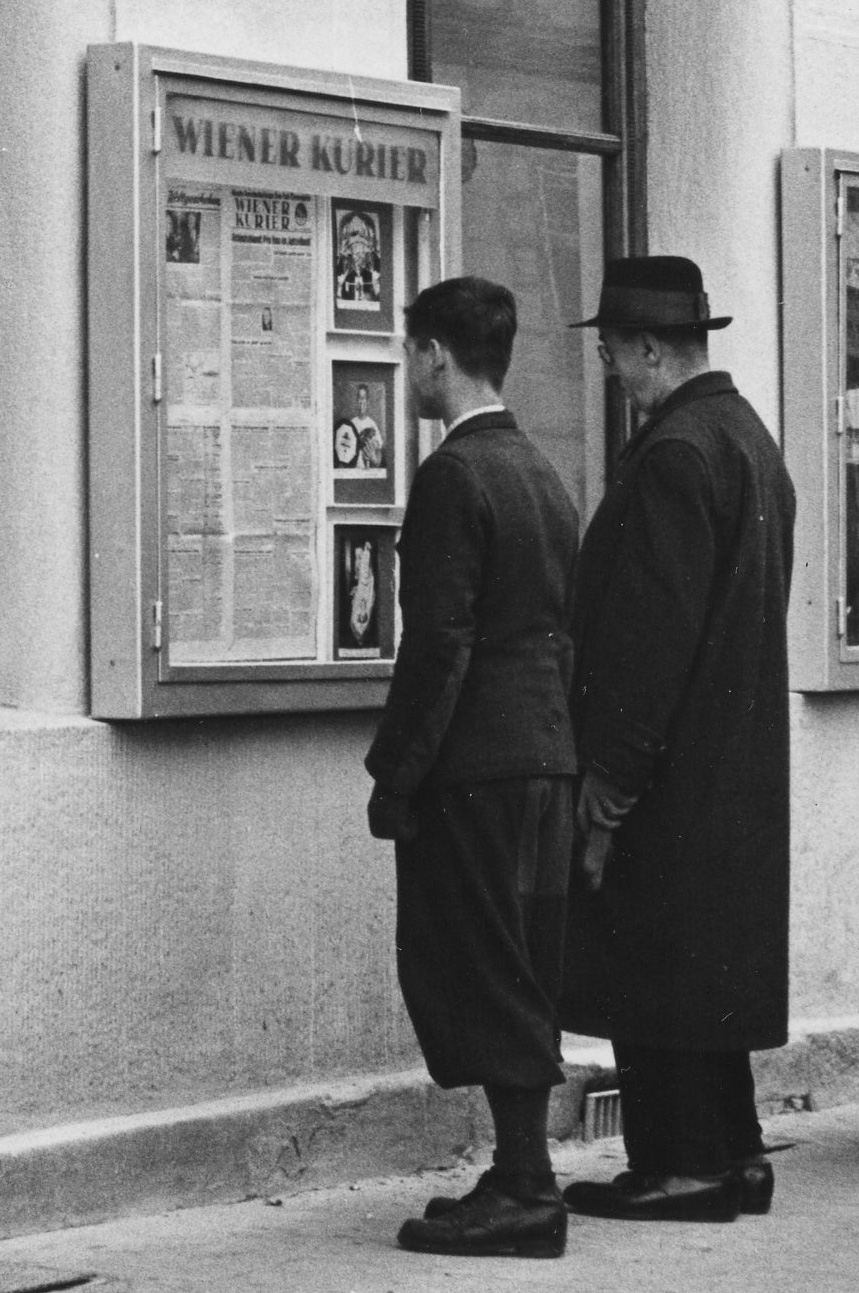
Zeitungsausgabe des Wiener Kuriers in einem Schaukasten am Amerika-Haus in Graz im November 1952

Die Auflage fiel von 300.000 Exemplaren pro Tag auf rund 130.000 Exemplare pro Tag im Juni 1950, während sich der Preis für Rotationspapier zwischen 1946 und 1951 nahezu verfünffachte. Die marktbeherrschende Stellung des Wiener Kuriers nahm dadurch ab, auch in der Publikumsgunst zeigten sich starke Verluste.
Mit der Gründung der Boulevardzeitung Bild-Telegraf hatte der Kurier einen direkten Konkurrenten.
Es wurden Vorbereitungen getroffen, den Wiener Kurier einzustellen, die Zeitung stagnierte bei einer Auflage von 60.000 Exemplaren. Der bislang nicht im Zeitungsgeschäft vertretene Ludwig Polsterer, Betreiber der Filmfirma Cosmopol, meldete Interesse am Wiener Kurier an. Durch Vermittlung des Direktors des Theaters in der Josefstadt, Ernst Haeusserman, wurden die Amerikaner von ihrem Vorhaben abgebracht, die Zeitung ganz einzustellen. Als weitere Interessenten neben Ludwig Polsterer meldeten sich der Herausgeber der populären Wiener Wochenausgabe, Franz Karmel, sowie Fritz Molden, Chef der liberalen Presse, der später ein Kontrahent von Polsterer wurde.

### Die Ära Polsterer – „Neuer Kurier“
Kurz vor dem Vertragsabschluss meldete auch die ÖVP-Teilorganisation Österreichischer Arbeiter- und Angestelltenbund ÖAAB Interesse an Teilhaberschaft an der Zeitung an und kündigte an, den Druck der Zeitung gewerkschaftlich zu verhindern, falls sie als Gesellschafter – unter dem Deckmantel einer Pachtgemeinschaft – nicht akzeptiert werde. Daraufhin stieg Fritz Molden als Interessent aus, der ÖAAB stieg mit Alfred Maleta ein. Und für drei Millionen Schilling Kaution für Druckkosten erhielt Ludwig Polsterer 50 Prozent der Anteile.
Der Neue Kurier erschien erstmals am 18. Oktober 1954. Hans Dichand, bis dahin Chefredakteur der Kleinen Zeitung in Graz, wurde beim Neuen Kurier eingesetzt. Die Zeitung hatte damals bekannte Autoren, die teilweise noch über Jahrzehnte journalistisch tätig waren: Etwa Reinald Hübl, Jörg Mauthe, Heribert Meisel, Friedrich Torberg sowie Dichands aus New York City abgeworbener Freund Hugo Portisch zeichneten auf journalistischer Ebene für den Erfolg des Blattes verantwortlich. Der bekannte österreichische Dichter H. C. Artmann schrieb für die Wochenendausgabe des Neuen Kurier Prosastücke, welche später in Buchform erschienen.

### DerKurierim „Wiener Zeitungskrieg“
1958 fand Polsterer seine Miteigentümer finanziell ab und war damit offiziell alleiniger Eigentümer. Als Gesellschafter war noch der ÖVP-Bundesrat Leopold Helbich beteiligt. Als Fritz Molden, in dessen Druckerei der Kurier-Konkurrent Bild-Telegraf gedruckt wurde und schließlich Konkurs anmeldete, seine eigene Boulevardzeitung, das Bildtelegramm mit der bisherigen Redaktionsmannschaft des Bild-Telegrafen herausgab, übernahm Polsterer, mithilfe des Landesparteiobmanns Fritz Polcar und erneut mit Geldern der ÖVP, den Bild-Telegrafen. Bis 23. Juli 1958 stellte die Redaktion des Kurier zwei Zeitungen her.
1958 verließ Hans Dichand den Kurier, Chefredakteur wurde Hugo Portisch. 1973 verkaufte Polsterer den Kurier an eine dem österreichischen Banken-Unternehmen Raiffeisen nahestehende Industriellengruppe. Die Mittagsausgabe der Zeitung wurde eingestellt.

### DerKurier
Chefredakteure waren unter anderem Hubert Feichtlbauer (ab 1. April 1973), Gerhard Bacher (12. Oktober 1975 bis 4. November 1975), danach der Kulturkritiker Karl Löbl und Gerd Leitgeb (ab 22. Jänner 1979).
Ab 1982 wurde von Bleisatz auf Fotosatz umgestellt. Die erste so produzierte Zeitung erschien am 20. September 1983. Gedruckt wurde auch erstmals im neuen Druckzentrum in Inzersdorf. Mit dem Rollenoffsetdruck wurde der Kurier wieder farbig veröffentlicht.
1984 wurde eine Projektgruppe Redaktionssystem gebildet, die die Umstellung auf elektronische Produktion vorbereitete. Anfang 1986 übernahm Günther Wessig die Chefredaktion. Am 31. August 1987 wurde das neue alfa-Redaktionssystem installiert.
Seit Juli 1988 wird der Kurier komplett elektronisch hergestellt.
1988 gründeten Kronen Zeitung und Kurier mit Beteiligung der Westdeutschen Allgemeinen Zeitung (WAZ) eine gemeinsame Produktions- und Vertriebstochter, Mediaprint. Am 1. September 1988 wurde Franz Ferdinand Wolf zum Chefredakteur. Unter ihm wurde die Samstags-Beilage Kurier-Freizeit eingeführt und der Sonntags-Kurier umgestaltet.
Unter Herausgeber und Chefredakteur Peter Rabl (seit 22. März 1993) erhielt der Kurier im Oktober 1993 ein neues Erscheinungsbild und ein neues Logo. Ende Februar 2001 wurde das Kurier-Layout erneut überarbeitet.
Am 1. November 2003 übernahm der langjährige Innenpolitik-Ressortchef Christoph Kotanko als geschäftsführender Chefredakteur die Leitung der Redaktion. Ende September 2005 legte Peter Rabl nach vielen Jahren als Herausgeber und Chefredakteur seine Funktionen zurück; Kotanko wurde Chefredakteur. Als Herausgeber tritt seitdem die „Kurier Zeitungsverlag GmbH“ auf. Damit wird ein Modell praktiziert, dessen sich auch andere Tageszeitungen wie die Kleine Zeitung oder die Tiroler Tageszeitung bedienen. Zum 1. August 2013 wurde Helmut Brandstätter Kotankos Nachfolger.
Mit der vollständigen Inkrafttretung des Bundesgesetzes über die Gleichstellung von Menschen mit Behinderungen (BGStG) mit 1. Jänner 2016 bietet der Kurier auch Nachrichten in Leichter Sprache an.
Anfang September 2018 wurde Martina Salomon vom Aufsichtsrat zur neuen Chefredakteurin der Tageszeitung Kurier ab 1. Oktober 2018 bestellt. Im Juli 2019 verließ Brandstätter auf eigenen Wunsch den Kurier.
Im Februar 2024 wurden bis zu 40 Mitarbeiter im Frühwarnsystem des Arbeitsmarktservice (AMS) zur Kündigung angemeldet. Der bisherige Innenpolitik-Chef Martin Gebhart wurde zum Chefredakteur ab dem 1. März 2024 bestellt, die bisherige Chefredakteurin Martina Salomon zur Herausgeberin.

### Kurier.at
Mit Kurier.at unterhält der Kurier seit 1996 eine Website, die in die k-digital Medien GmbH & Co KG, ein Tochterunternehmen des Kurier-Medienhauses (Kurier Zeitungsverlag und Druckerei GmbH), ausgelagert wurde. Kurier.at bietet aktuelle Informationen, Nachrichten, Unterhaltung sowie Kommentare.
Der Kurier betreibt über die k-digital die Online-Portale futurezone.at, events.at, film.at, gaultmillau.at, atmedia.at, tafelspitz.at, freizeit.at und motor.at. Im März 2023 wurde bekannt, dass die k-digital seit Februar 2023 das Online-Portal exxpress.at vermarktet.

### Kurier TV
2018 hat der Verlag den regionalen Fernsehsender Schau TV inklusive dessen Verbreitungswege und Infrastruktur übernommen. Später wurde das Lokalfernsehen zu einem überregionalen Nachrichtensender umgebaut und in Kurier TV umbenannt.

### Chefredakteure
- Hans Dichand, 1955–1958
- Hugo Portisch, 1958–1967
- Eberhard Strohal, 1967–1973
- Hubert Feichtlbauer, 1973–1975
- Gerd Bacher, 12. Oktober 1975 – 4. November 1975
- Karl Löbl, 1975–1979
- Gerd Leitgeb, 1979–1986
- Günter Wessig, 1986–1988
- Franz Ferdinand Wolf, 1988–1993
- Peter Rabl, 1993–2005; zugleich auch Herausgeber.
- Christoph Kotanko, ab 2003 gf. CR, ab 2005 CR; bis 31. Juli 2010.
- Helmut Brandstätter, 1. August 2010 bis 30. September 2018; 2013–2019 auch Herausgeber[15][16]
- Martina Salomon, 1. Oktober 2018[16][17] bis 29. Februar 2024[18]
- Martin Gebhart ab 1. März 2024[18]

## Leserzahlen
Die Zeitung erschien im Jahr 2021 von Montag bis Samstag in einer Druckauflage von 125.733 Stück laut Österreichischer Auflagenkontrolle. Davon wurden 91.295 Exemplare im Abonnentenverkauf und 10.584 im Einzelverkauf vertrieben. Die Druckauflage am Sonntag beträgt 330.743 Stück, verkaufte Auflage 243.378 Stück.
Die Reichweite des Kurier sank von 2009 bis 2021 von 8,7 % auf 6,3 %.
| Reichweite laut ÖMA | Reichweite laut ÖMA | Reichweite laut ÖMA |
| Jahr                | Reichweite          | Leser gesamt        |
| ------------------- | ------------------- | ------------------- |
| 2009                | 8,7 %               | 618.000             |
| 2009/2010           | 8,6 %               | 609.000             |
| 2010                | 8,1 %               | 575.000             |
| 2010/2011           | 8,2 %               | 586.000             |
| 2011                | 8,1 %               | 575.000             |
| 2011/2012           | 8,0 %               | 574.000             |
| 2012                | 8,5 %               | 610.000             |
| 2012/2013           | 8,3 %               | 602.000             |
| 2013                | 7,6 %               | 549.000             |
| 2013/2014           | 7,9 %               | 569.000             |
| 2014                | 8,2 %               | 591.000             |
| 2014/2015           | 8,1 %               | 591.000             |
| 2015                | 8,3 %               | 602.000             |
| 2015/2016           | 8,0 %               | 589.000             |
| 2016                | 7,6 %               | 559.000             |
| 2016/2017           | 7,4 %               | 551.000             |
| 2017                | 7,3 %               | 545.000             |
| 2017/2018           | 7,4 %               | 554.000             |
| 2018                | 7,4 %               | 556.000             |
| 2018/2019           | 7,3 %               | 549.000             |
| 2019                | 7,0 %               | 526.000             |
| 2019/2020           | 6,9 %               | 523.000             |
| 2020                | 6,7 %               | 509.000             |
| 2020/2021           | 6,5 %               | 496.000             |
| 2021                | 6,3 %               | 476.000             |

## Eigentümerverhältnisse
Mehrheitseigentümer mit 50,56 % ist die Printmedien Beteiligungsgesellschaft im Auftrag der Raiffeisen Zentralbank und zu 49,44 % die WAZ Auslands Holding GmbH, eine Tochtergesellschaft der Funke Mediengruppe, an der seit November 2018 die österreichische Signa Holding des Tirolers René Benko mit 49 % beteiligt ist. Der Anteil von Signa am Kurier liegt damit durchgerechnet bei 24,2 %.
Der Kurier ist Genossenschafter der Austria Presse Agentur. Seit dem Jahr 2001 ist die Kurier-Verlagsgruppe auch an der News-Gruppe beteiligt.
Der Watchblog Kobuk.at kritisierte im März 2024 die im Vergleich zu anderen Tageszeitungen häufigeren positiven Erwähnungen der Raiffeisen Zentralbank im Kurier.

## Kritik
Im Jänner 2025 stellte der Presserat wegen der grafischen Gestaltung des Artikels „Wer löst das Migrationsproblem?“ vom 1. September 2024 einen Verstoß gegen den Ehrenkodex für die österreichische Presse fest. Nach Ansicht des Presserats fördere die Bebilderung mit arabischen Ornamenten, die sich aus Waffen zusammensetzen, Hetze gegen Migranten, Intoleranz und schüre Vorurteile gegenüber allen Menschen in Österreich, die aus arabischen bzw. islamischen Ländern zugewandert sind.

## Auszeichnungen
- 2014: European Digital Media Award in der Kategorie Best News Website, hinter dem Guardian[26]
- 2012: Wiener Journalistinnenpreis an Andrea Hodoschek (stellvertretende Leiterin der Kurier-Wirtschaftsredaktion)[27]